# Jeremy Hunt (cyclisme)
Pour les articles homonymes, voir Jeremy Hunt et Hunt.
Jeremy Hunt né le 12 mars 1974 à Macklin au Canada, est un coureur cycliste britannique, devenu directeur sportif. Il est professionnel de 1996 à 2012. 

## Palmarès

### Palmarès amateur
- 1991
  -  Champion de Grande-Bretagne sur route juniors
- 1992
  - Tour de Lorraine juniors
- 1994
  - 16e étape de la Commonwealth Bank Classic
  - 2e du championnat de Grande-Bretagne sur route amateurs
- 1995
  - Route Poitevine
  - 3e étape du Circuit de Saône-et-Loire
  - Internatie Reningelst
  - 5e étape du Tour of Lancashire
  - 1re étape de la Commonwealth Bank Classic
  - 2e du Grand Prix de Peymeinade
  - 2e du Grand Prix de La Londe-les-Maures

### Palmarès professionnel
- 1996
  - 2e du Trofeo Manacor
  - 3e du Trofeo Mallorca
- 1997
  -  Champion de Grande-Bretagne sur route
  - Circuit de Getxo
  - 5e étape du Tour d'Aragon
  - 1re étape du Circuit de la Sarthe
  - 2e étape du Grande Prémio do Minho
  - 3e étape du Trophée Joaquim-Agostinho
  - 3e étape de la Commonwealth Bank Classic
  - 3e et 9e étapes du Tour de l'Avenir
  - 1rea étape du Tour de La Rioja
- 1998
  - Trofeo Alcudia
  - 10e et 14e étapes du Tour du Portugal
  - 2e du Circuit de Getxo
  - 3e du Trofeo Mallorca
- 1999
  - 2e étape de la Commonwealth Bank Classic
  - 3e de Saragosse-Sabiñánigo
- 2000
  - 2e étape du Tour méditerranéen
  - 1re étape de la Sea Otter Classic
  - 13e étape du Herald Sun Tour
- 2001
  -  Champion de Grande-Bretagne sur route
  - 4e étape du Circuit franco-belge
  - 2e étape du Tour de la Somme
  - 3e du Prix de la ville de Soissons
- 2002
  - Grand Prix de Plouay
  - 3e du championnat de Grande-Bretagne sur route
- 2003
  - 2e étape du Tour de Picardie
  - 2e du championnat de Grande-Bretagne sur route
  - 2e du GP SATS
  - 3e du Grand Prix de la ville de Rennes
- 2004
  - 3e du championnat de Grande-Bretagne sur route
- 2005
  - 2e étape du Tour de la Région wallonne
- 2006
  - 2e de À travers les Flandres
  - 3e de la Nokere Koerse
- 2007
  - Grand Prix d'ouverture La Marseillaise
  - 2e de Paris-Bruxelles
- 2008
  - 2e étape du Tour de Langkawi
  - 3e du Delta Tour Zeeland
- 2009
  - 4e étape du Tour du Danemark
  - 3e de Kuurne-Bruxelles-Kuurne
  - 10e de Gand-Wevelgem

## Résultats sur les grands tours

### Tour de France
1 participation
- 2010 : 163e

### Tour d'Italie
2 participations
- 2009 : 150e
- 2012 : non-partant (15e étape)

### Tour d'Espagne
2 participations
- 2002 : abandon (7e étape)
- 2008 : 107e

## Classements mondiaux
| Année                  | 2005 | 2006 | 2007 | 2008 | 2009 | 2010 |
| ---------------------- | ---- | ---- | ---- | ---- | ---- | ---- |
| Calendrier mondial UCI |      |      |      |      | 223e |      |
| UCI Europe Tour        | 102e | 27e  |      |      | 152e | 963e |